# ナショナル航空
ナショナル航空（英語: National Airlines）は、1934年から1980年まで運航していたアメリカ合衆国の航空会社である。1980年にパンアメリカン航空（パンナム）に吸収合併された。「サンキング」と呼ばれた太陽のマークで知られ、パンアメリカン航空に吸収された後もマークは他の航空会社などで使用されている。

## 歴史

### 設立
ナショナル航空の歴史は、1929年にシカゴの実業家ジョージ・T・ベイカーがナショナル・エアラインズ・タクシー・システムという小さなチャーター機会社を買収したところから始まる。2機のライアン・モノプレーンを購入し、禁酒法が施行されていたこの時代に、カナダまで酒を飲みに行く客の輸送を行っていた。

### 中堅航空会社へ

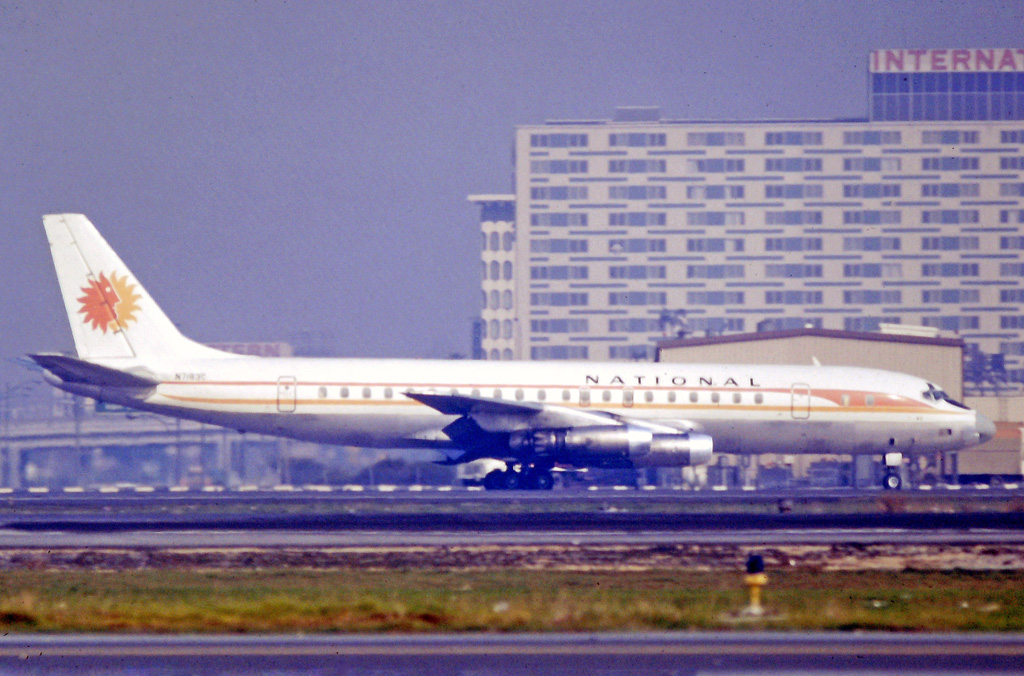
DC-8

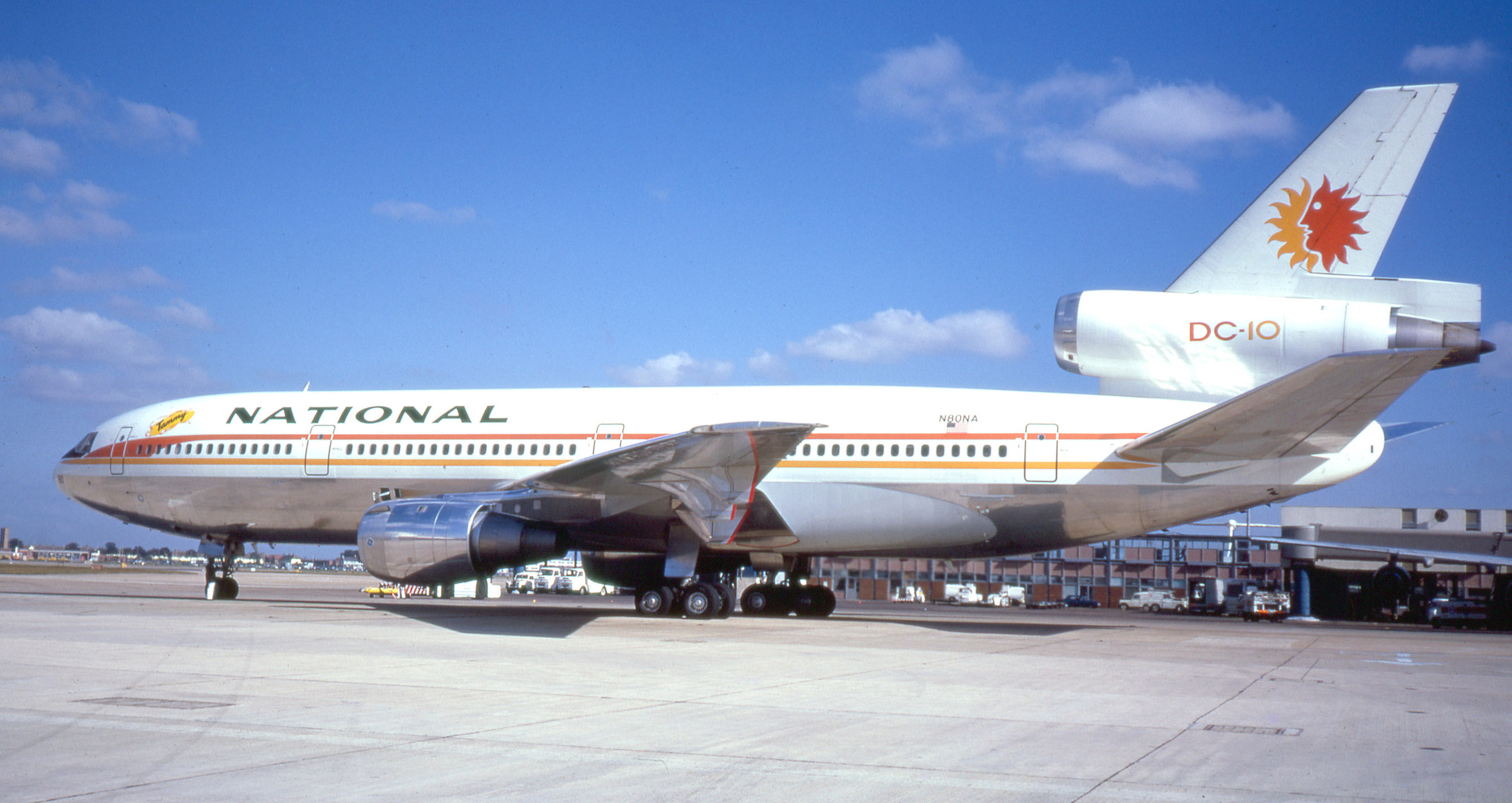
DC-10

1934年になると、他のアメリカの航空会社同様郵便航空輸送にも参入して路線を拡大。ナショナル・エアラインズとなってからは、1944年に大手航空会社イースタン航空を抑えてジャクソンビル - ニューヨーク間の路線を開設。さらにフロリダ州に本拠地を移して、キューバへも路線を広げた。
しかし、1950年代に入るとデルタ航空やノースウエスト航空といった大手との競争で苦境に陥った。このためマイアミのホテルと提携したパックツアーを企画したり、ニューヨーク - マイアミ間の夜行便を運航するなど積極的な対策を取った。さらに1970年にはDC-8を使って長距離国際線であるマイアミ - ロンドン線を開設、さらにはワイドボディ機であるボーイング747やDC-10を導入するなどの施策に出た。
こうしてナショナル航空はアメリカの中堅航空会社となったが、国内線・国際線とも大手航空会社に比べると市場での基盤は弱いままだった。

### パンアメリカン航空との合併
1978年から始まった航空業界の規制緩和（ディレギュレーション）を受けて、ナショナル航空はフランクフルトやアムステルダムへも路線を開設。さらに買収によって規模を拡大しようと図った。しかし買収は上手くいかず、逆にノースウエスト航空やフランク・ロレンツォ率いるテキサス・エアなどがナショナル航空買収に向けて動き出したが、最終的には国際線大手のパンアメリカン航空（既にナショナル航空の株式の25%を所有する大株主だった）に買収された。国際線では世界中に路線を広げていたパンアメリカン航空だったが国内線の路線網はほとんど無く、ナショナル航空買収で一気に国内線でも規模を広げようとしたのであった。こうして、1980年10月26日にナショナル航空はパンアメリカン航空に吸収され、姿を消した。

### その後
パンアメリカン航空はナショナル航空を買収したが、ナショナル航空の国内線はマイアミを中心に南北方向へ伸びる路線が多い一方で東西方向の路線が少なかったために、パンナム国際線との連携が得られなかった。また、旧ナショナル航空の社員の賃金をパンナムの高い賃金に一本化したため人件費コストが増加したことなどから、1970年代から悪化し始めていたパンナムの経営はさらに悪化することになった。結局、パンナムにとってはナショナル航空の買収は大失敗に終わり、そのような中で1988年にパンアメリカン航空103便爆破事件（いわゆるロッカビー事件）の発生が致命傷となり、ナショナル航空買収のわずか11年後の1991年にパンナムは破綻した。
一方、「ナショナル航空」の名は1983年に別の航空会社に使われたが、1986年に倒産、さらに1999年にも復活したが2002年には倒産。現在は、ミシガン州のチャーター便会社"Murray Air"がナショナル・エアラインズの名称を使用している。また、ナショナル航空の使用していた太陽のマークは、1999年から2004年まで存在した格安航空会社のサウスイースト航空が使用していた。

## 運行していた主な機材
ボーイング製航空機の顧客番号（カスタマーコード）は35だった。
- コンベア340
- コンベア440
- C-46
- DC-4
- DC-6
- DC-7
- ロッキード L-18 ロードスター
- ロッキード・スーパーコンステレーション
- ロッキード L-188 エレクトラ
- DC-8
- ボーイング727
- ボーイング747
- DC-10

- ダグラスDC-8
- ダグラスDC-10
- ボーイング727
- ボーイング747
- ロッキード L-188 エレクトラ

## 主な事故

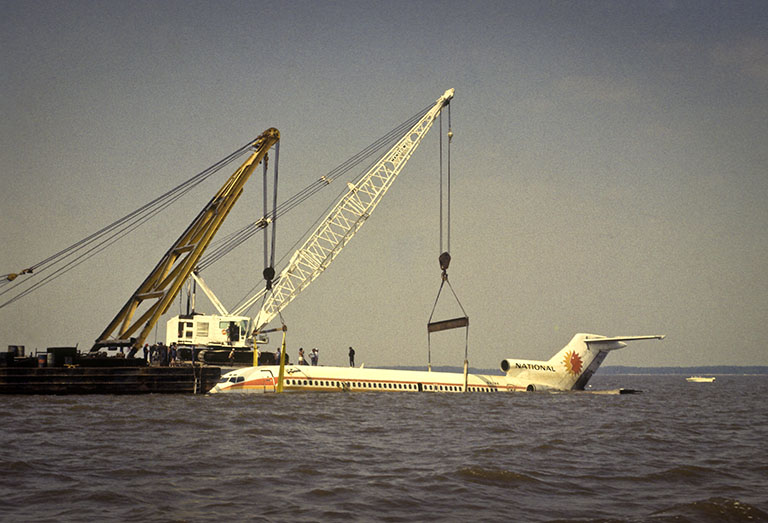
事故後の193便

- ナショナル航空193便着水事故
- ナショナル航空967便墜落事故
- ナショナル航空27便エンジン破損事故